# Federazione cestistica dell'Eritrea
La Federazione cestistica dell'Eritrea è l'ente che controlla e organizza la pallacanestro in Eritrea.
La federazione controlla inoltre la nazionale di pallacanestro dell'Eritrea. Ha sede a Asmara e l'attuale presidente è Mehari Tesfai.
È affiliata alla FIBA dal 1997 e organizza il campionato di pallacanestro dell'Eritrea.